# Patelloa patelloides
Patelloa patelloides är en tvåvingeart som först beskrevs av Townsend 1927.  Patelloa patelloides ingår i släktet Patelloa och familjen parasitflugor.
Artens utbredningsområde är Peru. Inga underarter finns listade i Catalogue of Life.